# 韦罗讷 (德龙省)
韦罗讷（法語：Véronne，發音：[veʁɔn]）是法国德龙省迪镇区的一个旧市镇。2025年1月1日，韦罗讷并入市镇萨扬。

## 地理
韦罗讷（44°44'8"N, 5°12'31"E）面积21.31 平方千米，位于法国奥弗涅-罗讷-阿尔卑斯大区德龙省，该省份为法国东南部内陆省份，北起顺时针与伊泽尔省、上阿尔卑斯省、上普罗旺斯阿尔卑斯省、沃克吕兹省和阿尔代什省接壤。
与韦罗讷接壤的市镇（或旧市镇、城区）包括：埃斯珀内勒、埃格吕-埃斯库兰、米拉贝勒和布拉孔、热尔瓦讷河畔蒙克拉尔、蓬泰、萨扬、韦尔舍尼。
韦罗讷的时区为UTC+01:00、UTC+02:00（夏令时）。

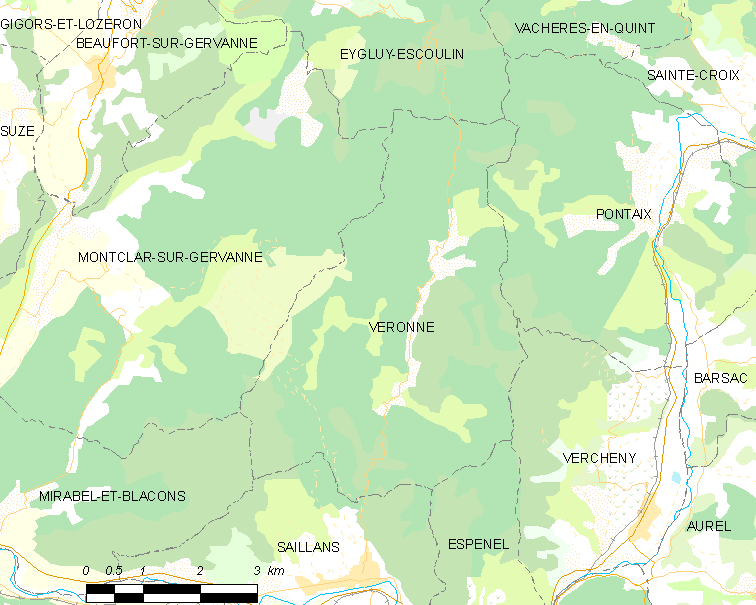
韦罗讷的OSM定位图

## 行政
韦罗讷的邮政编码为26340，INSEE市镇编码为26371。

## 政治
韦罗讷所属的省级选区为迪瓦县。

## 人口

1962-2008年间韦罗讷人口变化图示

韦罗讷于2022年1月1日时的人口数量为38人。